# Józef Klemens Mielżyński
Józef Klemens Krzysztof Mielżyński herbu Nowina (1729–1792) – senator, wojewoda poznański od 1786, wojewoda kaliski od 1782, kasztelan poznański (1764), kasztelan kaliski (1758–1760), podkomorzy kaliski (1755), starosta radziejowski w latach 1758-1766, marszałek Trybunału Głównego Koronnego Wielkopolski w 1765 roku, kawaler maltański.

## Życiorys
W latach 1747–1751 był kadetem w Lunéville.
Fundator kościoła i pałacu w Chobienicach. Początkowo zwolennik „stronnictwa dworskiego” Jerzego Mniszcha; ściśle związany z Rosją. Poseł na sejm 1758 roku z województwa brzeskokujawskiego. Poseł na sejm nadzwyczajny  1761 roku z województwa kaliskiego. Był konsyliarzem konfederacji generalnej 1764 roku. Był elektorem Stanisława Augusta Poniatowskiego w 1764 roku z województwa poznańskiego, jako delegowany od Rzeczypospolitej podpisał jego pacta conventa. 
W czasie konfederacji barskiej przypisywano mu spowodowanie śmierci regimentarza Józefa Gogolewskiego. Członek konfederacji 1773 roku, podpisał się na pierwszym zniszczonym egzemplarzu aktu konfederacji, następnie 16 kwietnia 1773 roku złożył przyrzeczenie (sponsję), że podpisze ponownie konfederację. Na Sejmie Rozbiorowym 1773-1775 wszedł w skład delegacji wyłonionej pod naciskiem dyplomatów trzech państw rozbiorczych, mającej przeprowadzić rozbiór. 18 września 1773 roku podpisał traktaty cesji przez Rzeczpospolitą Obojga Narodów ziem zagarniętych przez Rosję, Prusy i Austrię w I rozbiorze Polski. Członek konfederacji Andrzeja Mokronowskiego w 1776 roku.
W latach 1776 i 1777 pobrał z tajnej kasy ambasady rosyjskiej w dwu transzach 4000 dukatów, jako wynagrodzenie za przeprowadzenie I rozbioru Polski. Był przewodniczącym Komisji Dobrego Porządku w 1783 roku. Był członkiem konfederacji Sejmu Czteroletniego.
Figurował na liście posłów i senatorów posła rosyjskiego Jakowa Bułhakowa w 1792 roku, która zawierała zestawienie osób, na które Rosjanie mogą liczyć przy rekonfederacji i obaleniu dzieła 3 maja. Był konsyliarzem konfederacji targowickiej z województwa poznańskiego.
Bohater tragikomedii Jacka Kowalskiego „Historia o Gogolewskim”, 2001.
W 1759 odznaczony Orderem Orła Białego.